# Pleurocybella
Genre
Pleurocybella est un genre de champignons basidiomycètes de l'ordre des Agaricales.
Il a pour aire de répartition le Japon, l'Amérique du Nord et l'Europe.

## Liste des espèces
Selon Catalogue of Life (16 novembre 2020) :
- Pleurocybella amarescens (Singer) Raithelh.
- Pleurocybella ohiae Desjardin & Hemmes, 2011
- Pleurocybella panelloides (Dennis) Raithelh.
- Pleurocybella porrigens (Pers.) Singer
- Pleurocybella tropicalis (Singer) Raithelh.